# Kibaha (TC)
Kibaha (TC) (auch Kibaha Town Council oder Kibaha Mjini genannt) ist ein Distrikt der Region Pwani in Tansania. Er grenzt im Norden an den Distrikt Bagamoyo, im Osten an die Region Daressalam, im Südosten an den Distrikt Kisarawe, im Südwesten und Westen an den Distrikt Kibaha (DC) und im Nordwesten an den Distrikt Chalinze. Das Verwaltungszentrum ist Kibaha, das auch Hauptstadt der Region ist.

## Geographie
Der Distrikt liegt rund 40 Kilometer von Daressalam entfernt, hat eine Fläche von 750 Quadratkilometern und 265.360 Einwohner (Volkszählung 2022).
Das Klima in Kibaha ist tropisch. Im Jahresdurchschnitt fallen 1075 Millimeter Niederschläge, zum Großteil in den zwei Regenzeiten November/Dezember und März/April. Die Trockenzeit dauert von Mai bis Oktober. Die Durchschnittstemperatur liegt zwischen 23,7 Grad Celsius im Juli und 27,3 Grad im Februar.

## Geschichte
Kibaha (TC) wurde 2004 eingerichtet.

## Verwaltungsgliederung
Der Distrikt besteht aus dem einen Wahlkreis (Jimbo) Kibaha Mjini und 14 Bezirken (Wards):
- Kibaha
- Kongowe
- Maili Moja
- Mbwawa
- Mkuza
- Misugusugu
- Pangani
- Msangani
- Picha ya Ndege
- Sofu
- Tangini
- Tumbi
- Visiga
- Viziwaziwa

## Bevölkerung
Die größten ethnischen Gruppen sind die Zaramo, Matumbi und die Ngindo. Bei der Volkszählung 2012 lebten 128.488 Menschen in Kibaha (TC) Bis 2018 stieg die Einwohnerzahl auf 155.165, wobei 79.279 weiblich und 75.886 männlich waren. Bei der Volkszählung 2022 lebten 265.360 Menschen in 73.367 Haushalten in Kibaha (TC).

## Einrichtungen und Dienstleistungen
- Bildung: Im Distrikt befinden sich 39 staatliche und 14 private Grundschulen. Die öffentlichen Schulen werden von 28.000 Schülern besucht, die privaten von 5.000. Von 37 weiterführenden Schulen werden 13 vom Staat und 24 privat betrieben.[8]
- Gesundheit: In Kibaha (TC) gibt es ein privates Krankenhaus.[9] Für die weitere medizinische Betreuung der Bevölkerung sorgen 7 Gesundheitszentren und 26 Apotheken.[10]

## Wirtschaft und Infrastruktur
- Landwirtschaft: Als Nahrungspflanzen werden überwiegend Maniok, Mais, Reis, Süßkartoffeln und Hülsenfrüchte angebaut, für den Verkauf bestimmt sind Cashewnüsse, Sesam, Sonnenblumen, Mangos und Kokosnüsse. Daneben werden auch Wassermelonen und Gurken kultiviert. An Haustieren werden überwiegend Hühner, aber auch Rinder und Ziegen gehalten.[11]
- Fischerei: Im Jahr 2016 wurden in 47 Teichen 10,5 Tonnen Fisch produziert.[12]
- Straße: Die wichtigste Straßenverbindung ist die asphaltierte Nationalstraße, die von Daressalam durch Kibaha nach Morogoro und Dodoma führt.[13]